# Козловский, Антоний Станислав
Анто́ний Стани́слав Козло́вский (пол. Antoni Stanisław Kozłowski, англ. Anthony Stanislaus Kozlowski; 12 января 1857, Закрочим — 14 февраля 1907, Чикаго) — епископ Утрехской унии старокатолических церквей, предстоятель старокатолической епархии в Соединённых Штатах Америки. Основатель старокатолического движения в США.

## Биография
Происходил из польской семьи землевладельцев. Юность провёл в Болгарии. Там же получил образование и начал своё богословское обучение. Затем был миссионером на территории Османской Империи. Совершил путешествия по Малой Азии, Греции и Палестине.
Через некоторое время вступил в орден траппистов. По состоянию здоровья вынужден был оставить в монастырь и отказаться от монашеской жизни, после чего поселился в Италии.
15 августа 1886 года в Таранто принял посвящение из рук архиепископа Пьетро Йорио. Затем был ректором в семинарии в Таранто. Одновременно продолжал обучение, которое завершил получением степени доктора богословия.
В 1894 году был направлен для пастырской работы среди польской диаспоры в Соединённые Штаты Америки. Служил викарием (помощником настоятеля) в римско-католическом приходе святой Ядвиги в Чикаго, который опекали монахини из Конгрегации Воскресения Господня. Однако Антоний не мог там прийти к согласию со своим настоятелем. В скором времени он начал добиваться кадровых изменений и собирать подписи под петицией об удалении с поста местного настоятеля Иосифа Бажиньского. Расследование, начатое по просьбе Антония Козловского архиепископом Чикаго, не выявило каких-либо недостатков на приходе, а 18 декабря 1894 года Антоний Козловский был лишён должности викария. Его отстранили от пастырской деятельности, а затем подвергли запрещению в служении.
Священник Козловский подал апелляцию в Представительство Святого Престола в Вашингтоне на решение ординария и уехал из Чикаго в Техас. Там он пытался найти для себя место, однако наложенные на него прещения помешали ему получить от местных римско-католических епископов согласие на пастырскую деятельность среди местной польской диаспоры.
В это время в чикагском приходе святой Ядвиги произошли выступления части верующих против, по их мнению, несправедливого приказа. После обращения к представительству Святого Престола в Вашингтоне, которое не имело последствий, сторонники священника Антония Козловского решили создать независимый национальный приход.
20 апреля 1895 года Антоний Козловский по настоянию своих сторонников вернулся в Чикаго и стал во главе независимого прихода Всех Святых, который выделился из римско-католического прихода святой Ядвиги в Чикаго. К новому приходу присоединилось 1000 из 1300 семей, принадлежащих к приходу святой Ядвиги. Затем, не видя для себя никаких шансов на примирение с архиепископом Чикаго, он инициировал строительство приходской церкви, чем 29 октября 1895 года навлёк на себя отлучение от Церкви (экскоммуникацию).
Оказавшись в положении независимого священника, не входящего в юрисдикцию какого-либо епископа, предпринял действия по консолидации схожих приходов. 1 мая 1897 года состоялся съезд представителей полонийных национальных приходов в США. Во время этого конгресса были составлены правила Польско-католическиой церкви и предприняты шаги для того, чтобы присоединиться к новой Утрехтской унии старокатолических церквей. Старокатоличечкие епископы согласились с их содержанием, во всех важных пунктах. Новая община приняла название: Польскокатолическая епархия в Чикаго, однако, чаще всего использовалось название Польскокатолическая церковь.
7 мая 1897 года Антоний Козловский созвал I Синод Польско-католической церкви в Чикаго, на который прибыло 62 делегатов-мирян и 13 священнослужителей. На этом собрании были приняты организационные и доктринальные правила новой деноминации. Принято епископально-синодальное устройство (по ангиологии с Епископальной церковью США). Введено правило выбора епископа духовенством и народом. Было решено сохранить католическое учение, основанная на учении Апостолов и тексте Библии. Были признаны и приняты священное предание, учение Отцов Церкви и афанасьевское исповедание веры. Признаны важными постановления Тридентского собора, за исключением тех, которые не были совместимы с лозунгами, провозглашаемыми Польско-католической церкви. Был отвергнут догмат о непогрешимости папы, принятый на I Ватиканском соборе, однако признавался принятый на том же соборе догмат о непорочном зачатии девы Марии. Отвергался примат епископа Рима. Было постановлено, что каждый польско-католический приход является самоуправляемым в вопросах административных и имущественных прав, а к епископу Церкви относятся только решения в религиозных вопросах и в делах духовных. Тогда же Антоний Козловский был избран епископом, после чего отправился в Европу по приглашению старокатолических иерархов.
21 ноября 1897 года в Церкви святого Петра и Павла в Берне состоялась его епископская хиротония, которую совершили: Эдуард Герцог (Христианско-католическая церковь Швейцарии), Герард Гуль (Утрехтская церковь) и Теодор Вебер (Германская старокатолическая церковь). После посвящения и интеркоммуниона с Утрехской унией встал во главе Старокатолической епархии в Соединённых Штатах Америки. Его посвящение вызвало с незамедлительную реакцию Святого Престола. 26 апреля 1898 году папа Лев XIII объявил, что этим действием он ещё сильнее усугубил своё отлучение.
На рубеже XIX и XX веков принял участие в экуменическом диалоге с Алеутской епархией Русской Православной Церковью и Епископальной церковью в США. Начал оживлённую переписку с епископами этих конфессий, а особенно с Чарльзом Чапманом Графтоном. Был участником конференций и синодов епископальной церкви в США. В 1900 году по приглашению Чарльза Чапмана Графтона в качестве гостя и наблюдателя со стороны старокатолических церквей принял участие в хиротонии коадъютора епископальной епархии Fond du Lac Реджинальда Уэллера. В то время Польско-католичечская церковь насчитывала около 80 тысяч верующих, объединённых в 26 приходов, которые находились в штатах Нью-Джерси, Огайо, Пенсильвания, Висконсин, Иллинойс и в Канаде.
В 1904 году епископ Антоний Козловский созвал II Синод Польскокатолической церкви, на котором было принято решение о введении безбрачия для священников Польскокатолической церкви. В том же году участвовал в Старокатолическом конгрессе в Олтене. Расширил деятельность своей епархии, включив в свою юрисдикцию старокатолические приходы, объединяющими верующих непольской национальности. Предпринял строительство объектов общественного назначения в Чикаго: больницы святого Антония, дома ребёнка и дома престарелых.
В 1905 году состоялась хиротония Яна Франциска Тихого, который стал коадъютором епископа Антония Козловского. По поручению Утрехтcкой унии Тихий получил функции старокатолического ординария для чехов и словаков в США.
В 1906 году из-за ухудшения состояния здоровья Антоний Козловский решил отказаться от должности приходе Всех Святых в Чикаго. Его место на этом посту занял священник Ян Томашевский.
Скоропостижно скончался 14 февраля 1907 года. Был похоронен на кладбище польскокатолического прихода в Чикаго.